# Kwasków (kolonia)
Kwasków – kolonia w Polsce, w województwie łódzkim, w powiecie sieradzkim, w gminie Błaszki. 
W latach 1975–1998 miejscowość położona była w województwie sieradzkim.